# 史蒂芬港
斯蒂芬斯港（Port Stephens），位于澳大利亚新南威尔士州的猎人谷地区内，是一个占地面积为134平方公里（五十二平方英里）的巨大的天然海港。
斯蒂芬斯港位于斯蒂芬斯港-大湖海洋公园内，位于悉尼东北方向160公里（99平方英里）处。尽管斯提芬斯港的北岸线成为了斯提芬斯港与中海岸地方政府地区的边界，但是整个斯提芬斯港完全处于斯提芬斯港当地政府管理区内。

## 地理位置
斯提芬斯港是在麥尔河、卡鲁阿河河、缇利吉利溪（Tilligerry Creek）和南太平洋的塔斯曼海的影响下形成的。海港的下半部主要是海洋生态，而上半部是河口生态。斯提芬斯港的东側由托玛格（Tomago）、托玛莉（Tomaree）和斯托克顿（Stockton）等沙床组成。
由火山形成的两座突出山丘之间的狭窄入口，标志着斯蒂芬港通往海洋的开口。南部的托玛莉海岬被称为「南头」，高于平均海平面120米（290英呎），而北部的亚喀巴海岬高于平均海平面210米（690英呎）。斯提芬斯港港口多为浅水和沙地，但也有较深的水域以容纳大型船只。自1974年从沉船遗址恢复后，这艘在斯托克顿海滩遇难的53,000吨（52,163长吨）挪威货船MV Sygna在斯提芬斯港的萨拉曼德（Salamander）海滩停泊了近两年。

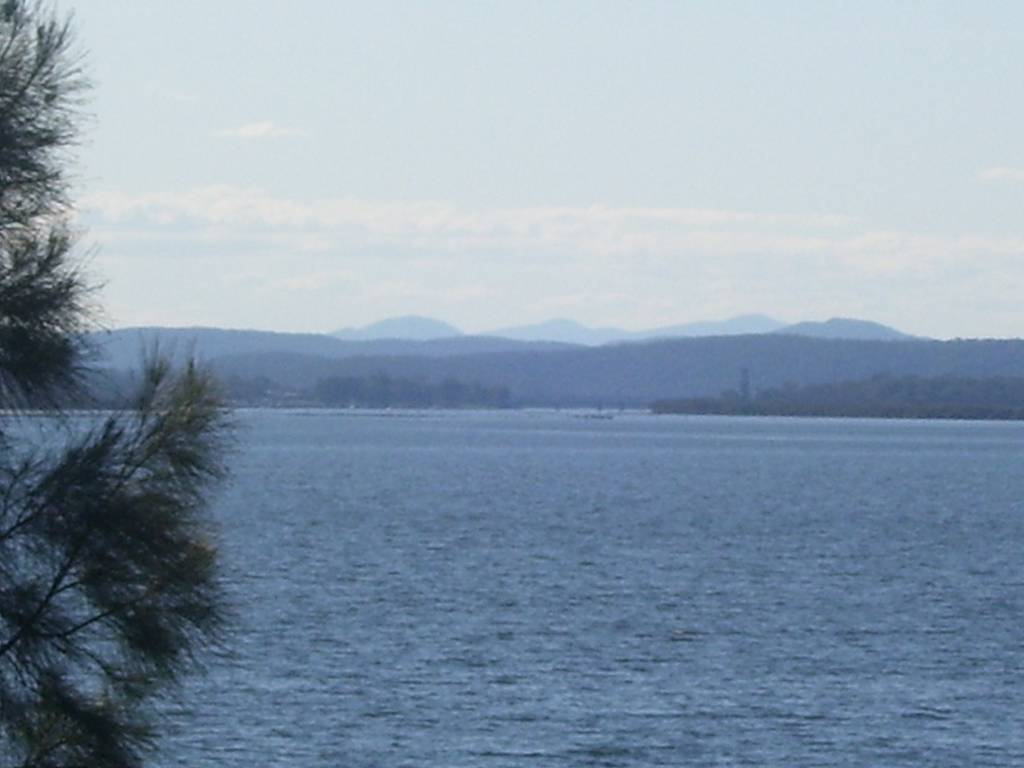
从卡鲁阿河进入斯提芬斯港的入口，大约 7.7 km)

## 历史
斯提芬斯港是由库克船长于1770年5月11日经过的时候命名的，以向海军部秘书菲利普·斯提芬斯爵士（Sir Philips Stephens）致敬。斯提芬斯爵士是库克船长的朋友，并曾推荐他担任航行的指挥官。看起来库克船长最初的选择是在吉宝港（Point Keppel）和吉宝湾（Keppel Bay）之间，但最终选择了吉宝湾。
第一艘进入港口的船只是第三舰队的萨拉曼德（Salamander）船，之后在1791年这艘船的名字成为了这个住宅区的名字。在那同一年，被称为逃亡者的逃犯在该地区发现煤炭。
1795年，HMS Providence號的船员发现了一群与沃李米人（Worimi）一起生活的逃犯。斯提芬斯港成为了逃犯天堂，因此在1820年建立了士兵驻点，该地点现被称为士兵点（Soldiers Point）。

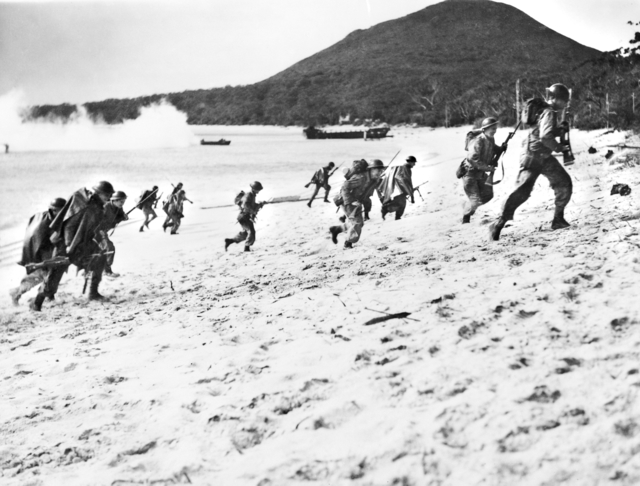
第二次世界大战期间，部队和登陆艇的船员培训。

### 斯蒂芬斯港-大湖海岸公园
2005年12月1日，斯提芬斯港－大湖海洋公园根据1997年新南威尔士州《海岸公园法案》成立。该公园面積大约有97,200公顷（240,000英亩），包括整个斯提芬斯港、卡鲁阿河、麥尔河及受潮汐影响的所有小溪和支流。该公园的建立是为了保护从福斯特（Forster）南部到斯托克顿海滩北端居住在塔斯曼海的港口及附近海岸地区的各种海洋生物。